# Violencia religiosa en India
La violencia religiosa en la India incluye la violencia de los seguidores de un grupo religioso contra seguidores o instituciones de otro grupo religioso, a menudo con la forma de disturbios.
El hinduismo —la mayor religión de la India— cuenta con el 80% de la población;
el islam, la segunda mayor religión, cuenta con el 13% de la población,
el budismo, el jainismo y el sijismo conforman entre los tres el 3% de la población; y
el cristianismo — tercera mayor religión por número de adeptos — cuenta con el 2.3% de la población.
Otras religiones como el zoroastrismo y el judaísmo, aunque no sean populares, tienen siglos de larga historia en la India.
El fundamentalismo extremista y la intolerancia religiosa se consideran entre los principales impulsores, junto con
el nacionalismo hindú,
el separatismo sij, y
el fundamentalismo islámico
que actúan como catalizadores o fuerzas primarias de los brotes de violencia.
Entre los grupos que generalmente reciben ataques de violencia se encuentran las minorías religiosas, los musulmanes y los cristianos, cuyo proselitismo y evangelismo es mal visto por muchas personas, de tal forma que la conversión religiosa ha llegado a ser prohibida por el gobierno de Madhya Pradesh con penas de hasta 4 años en prisión.
A pesar de la naturaleza secular y de tolerancia religiosa de la India,[cita requerida] de la amplia representación religiosa en diversos aspectos de la sociedad,[cita requerida] incluido el gobierno, del papel activo desempeñado por los órganos autónomos como la Comisión Nacional de Derechos Humanos de la India y la Comisión Nacional para las Minorías, y del nivel de trabajo en tierra llevado a cabo por las ONG, tienden a ocurrir actos esporádicos de violencia religiosa.
Las causas de esta violencia religiosa están arraigadas en la historia, en las actividades religiosas y políticas de la India. Un notable ejemplo de violencia religiosa en la India fue el asesinato de Mahatma Gandhi, a quien le disparó un extremista hindú que lo consideraba un tropiezo para la supremacía del hinduismo y el hostigamiento a las demás religiones.